# Malacologia

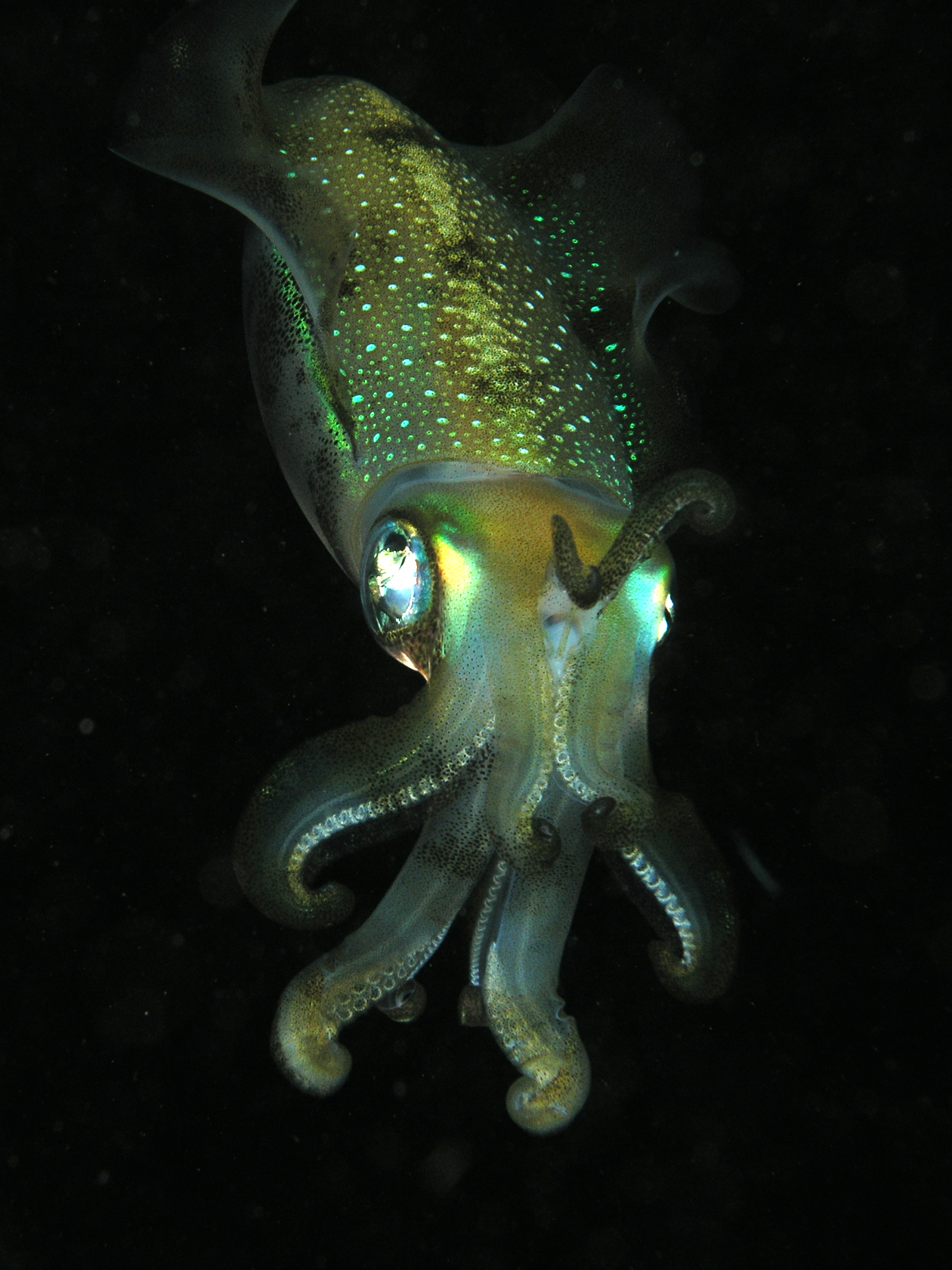
Mollusco: Calamaro di Lesson.

La malacologia (dal greco μαλακός malakós, "molle" e -λογία -logía, da λόγος lógos, "discorso") è la branca della zoologia che studia i molluschi. 

## Descrizione
Lo studio avviene mediante l'osservazione dei carapaci (gusci) e, soprattutto, delle parti molli. La branca della malacologia che si occupa delle sole conchiglie si definisce concologia.
Quando i caratteri esterni del mollusco, soprattutto quelli conchigliari, non sono sufficienti alla determinazione, la malacologia si serve dell'indagine microscopica. In questo caso la determinazione avviene mediante l'osservazione al microscopio dell'apparato riproduttivo e dell'apparato masticatorio, detto radula.
Le parti molli, che un tempo si conservavano sotto formalina, oggi si conservano in etanolo (alcol non denaturato, in quanto il colorante contenuto nell'alcol denaturato può alterare i colori del campione).

## Pubblicazioni periodiche
- Malacologia Mostra Mondiale, rivista del Museo Malacologico Piceno di Cupra Marittima dal 1987.
- Bollettino malacologia della Società Italiana di Malacologia (1965 - ...), fino al 1978 con il titolo Conchiglie. Inoltre pubblica un "Notiziario" oggi col nome ALLERYANA.
- La Conchiglia, Roma (1969 - ...) non si pubblica più la rivista dal 2004.
- Argonauta (edito da Associazione Malacologica Internazionale) non si pubblica più.